# Portugalski Ruch Demokratyczny
Portugalski Ruch Demokratyczny (port. Movimento Democrático Português, MDP) był jedną z najważniejszych organizacji będących demokratyczną opozycją względem portugalskiego reżimu autorytarnego. Został założony w 1969 roku jako koalicja wyborcza, której celem stało się wystartowanie w niedemokraycznych wyborach parlamentarnych, których wyniki były obiektem manipulacji obozu rządzącego.
W 1973 roku MDP wziął udział w Kongresie Demokratycznym w Aveiro, największym spotkaniu opozycji w czasach dyktatury. Po rewolucji goździków w 1974, Ruch brał udział niemal w każdej koalicji rządowej, a w 1979 roku wszedł w koalicję z Portugalską Partią Komunistyczną (PCP), tworząc Front Wyborczy Zjednoczony Lud, a później Zjednoczony Sojusz Ludowy, osiągając przyzwoity wynik wyborczy.
W 1987, w wyniku konfliktu z PCP, koalicja przestała istnieć, a partia została później rozwiązana. Jedna z frakcji utworzyła Demokratyczną Interwencję (Intervenção Democrática), a inna grupa stworzyła nową partię Politica XXI, która jest obecnie częścią Bloku Lewicy.